# Châteaubourg (Ardèche)
Châteaubourg is een gemeente in het Franse departement Ardèche (regio Auvergne-Rhône-Alpes) en telt 210 inwoners (2005). De plaats maakt deel uit van het arrondissement Tournon-sur-Rhône.

## Geografie
De oppervlakte van Châteaubourg bedraagt 4,3 km², de bevolkingsdichtheid is 48,8 inwoners per km². De plaats ligt op de linkeroever van de Rhône.

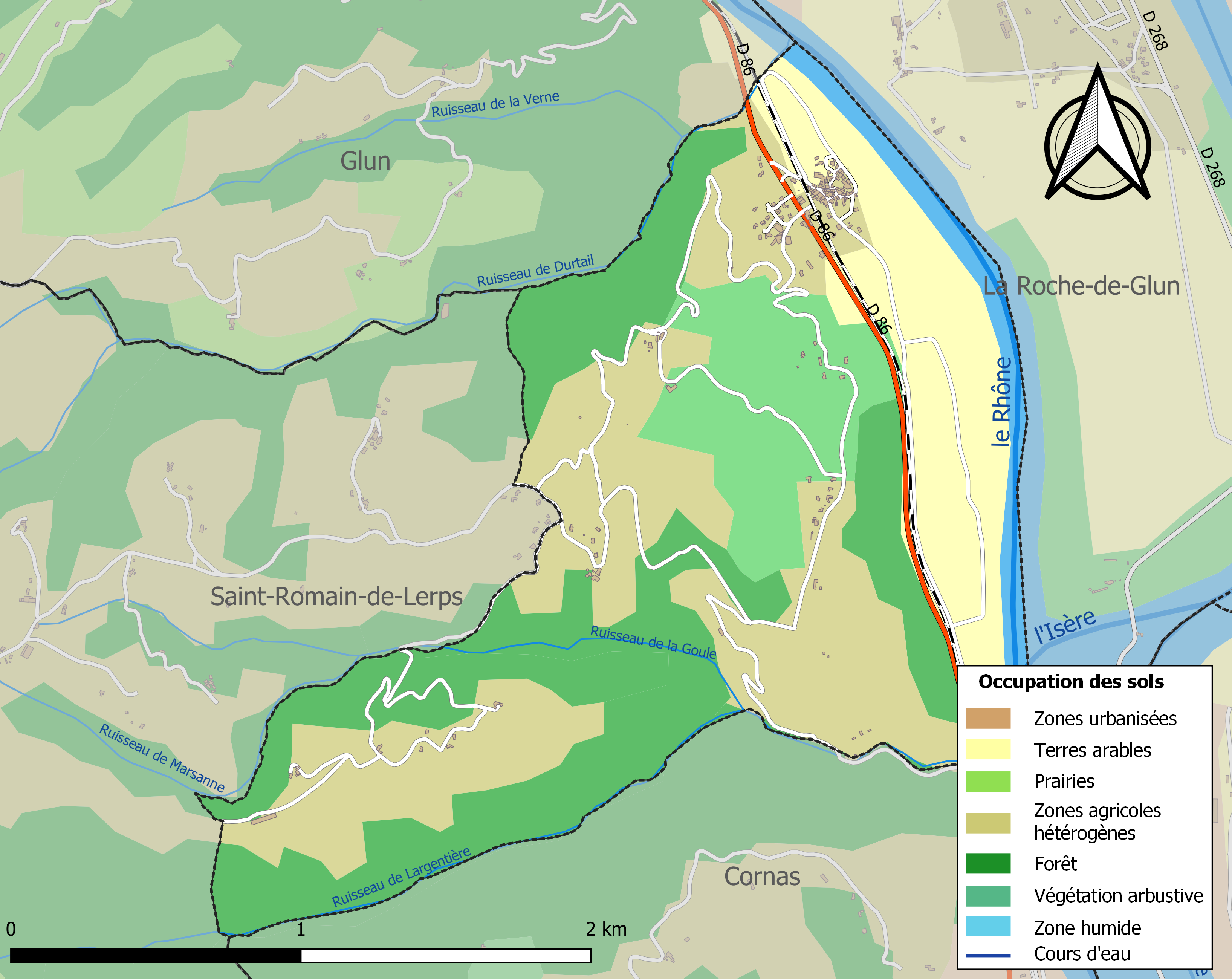
Kaart van de gemeente met belangrijkste infrastructuur, bodemgebruik en omliggende gemeenten

## Demografie
Onderstaande figuur toont het verloop van het inwonertal (bron: INSEE-tellingen).

Vanwege een beveiligingsprobleem met de MediaWiki Graph-software is het momenteel niet mogelijk deze grafiek weer te geven. Zodra de software is bijgewerkt zal de grafiek vanzelf weer zichtbaar worden.